# Stay (nummer van Simply Red)
"Stay" is een nummer van de Britse popgroep Simply Red uit 2007.
Het is de derde single van het gelijknamige album van de band. De tekst is geschreven door Mick Hucknall, de muziek door Hucknall, Dave Crayton, Andy Wright en Morten Schjolin. Het nummer was maar beperkt succesvol. In Nederland werd de Nederlandse Top 40 noch de Tipparade gehaald, en de Ultratop 50 werd ook niet gehaald. Het nummer werd wel een kleine hit in Italië, waar de 28e positie behaald werd.

## Tracklijst
1. "Stay (Original Version)" - 3:06
2. "Stay (Radio Mix)" - 2:57
3. "Stay (7th Heaven Radio Edit)" - 4:10
4. "Stay (7th Heaven Dub)" - 7:49
5. "Stay (Grant Nelson Club Mix)" - 5:52

## NPO Radio 2 Top 2000
Stay stond alleen in 2007 in de NPO Radio 2 Top 2000, op plek 1885.